# Куркулі (присілок)
Куркулі́ (рос. Куркули) — присілок у складі Маріїнського округу Кемеровської області, Росія.

## Населення
Населення — 110 осіб (2010; 146 у 2002).
Національний склад (станом на 2002 рік):
- татари — 81 %